# Jalios
Jalios est une entreprise française (SA) éditrice de logiciels. Elle propose une solution logicielle permettant de mettre en œuvre un Intranet, un Extranet, un réseau social d'entreprise, une plate-forme collaborative, une suite bureautique, une visioconférence, et plus généralement un Espace numérique de travail (Digital Workplace).

## Historique
Jalios a été fondée en 2001 par Vincent Bouthors et Olivier Dedieu, docteurs en informatique. Tous deux étaient précédemment chercheurs employés par Bull et détachés à l’INRIA. Ils effectuaient des recherches dans le domaine des outils collaboratifs pour le partage de connaissances via le web,.
À sa création, Jalios édite une solution de gestion de contenus web,.
En 2016, Jalios crée une filiale dirigée par Eric Gabas, 1Day1Learn, spécialisée dans le social learning,.
En 2020, Jalios signe un accord avec l'éditeur BlueMind afin d'intégrer à sa solution des services de messagerie et de calendrier.
En 2021, Jalios s'associe au collectif "Fabulous 8" (Atolia, Jalios, Jamespot, Netframe, Talkspirit, Twake, Whaller et Wimi) pour défendre l'existence d'un cloud français et se positionner comme alternative souveraine à Microsoft 365.
En 2024, Jalios développe avec Bluemind et Only Office une suite bureautique collaborative complète et se positionne comme une des rares alternatives souveraines aux majors américains.

## Secteur d'activité
Jalios commercialise ses solutions auprès des entreprises, associations, collectivités locales et organes de l'état. 
En 2018, la Direction interministérielle du numérique a choisi Jalios comme socle de la solution collaborative Osmose. En juin 2022, elle était employée par plus de 110 000 utilisateurs. Cette plateforme ferme en 2025.